# سیارک ۲۱۷۸۲
سیارک ۲۱۷۸۲ (به انگلیسی: 21782 Davemcdonald، نامگذاری:1999RV239) بیست و یک هزار و هفتصد و هشتاد و دومین سیارک کشف شده‌است که در ۸ سپتامبر ۱۹۹۹ کشف شد.
قدر مطلق سیارک برابر ۹.۳ است.